# Championnat de France de rugby à XV 2025-2026
Navigation
Top 14 2024-2025 Top 14 2026-2027
La saison 2025-2026 de Top 14 est la 127e édition du championnat de France de rugby à XV. Elle oppose pour la 21e année consécutive les quatorze meilleures équipes professionnelles de rugby à XV françaises. La saison débute le 6 septembre 2025 et se termine le 27 juin 2026 lors de la finale pour le titre de champion de France.
Le Stade toulousain est tenant du titre après s'être imposé contre l'Union Bordeaux Bègles en finale lors de la saison précédente. L'US Montauban, champion de France de deuxième division 2024-2025, est promu dans le Top 14.

## Présentation

### Participants
Les équipes engagées dans la compétition sont les 12 premiers au classement de l'édition précédente, ainsi que l'US Montauban promu de Pro D2, à savoir le champion de France de deuxième division et l'USA Perpignan gagnant du match d'accession 2025 face au FC Grenoble :
| \| Aviron bayonnais Union Bordeaux Bègles Castres ol. ASM Clermont Lyon OU US Montauban Montpellier HR Section paloise USA Perpignan Racing 92 Stade rochelais Stade français Paris RC Toulon Stade toulousain \| Localisation des clubs engagés en championnat. |
| Aviron bayonnais Union Bordeaux Bègles Castres ol. ASM Clermont Lyon OU US Montauban Montpellier HR Section paloise USA Perpignan Racing 92 Stade rochelais Stade français Paris RC Toulon Stade toulousain                                                      |

Depuis le début de l'ère professionnelle en 1998, quatre clubs n'ont jamais été relégués : le Stade toulousain, l'ASM Clermont, le Stade français Paris et le Castres olympique. Montpellier HR connaît également le format à 14 équipes sans interruption depuis la création du Top 14 en 2005.
Dans la liste détaillée des équipes participantes, les clubs sont classés en fonction de leur classement général au Championnat de France professionnel de la saison précédente.
| Club                  | Dernière montée | Budget en M€ | Classement 2024-2025 | Entraîneur en chef      | Stade                                   | Capacité | Compétition européenne 2025-2026 |
| --------------------- | --------------- | ------------ | -------------------- | ----------------------- | --------------------------------------- | -------- | -------------------------------- |
| Stade toulousain      | 1907            |              | 1er                  | Ugo Mola                | Stade Ernest-Wallon, Toulouse           | 18 784   | Champions Cup                    |
| Union Bordeaux Bègles | 2011            |              | 2e                   | Yannick Bru             | Stade Chaban-Delmas, Bordeaux           | 34 635   | Champions Cup                    |
| RC Toulon             | 2008            |              | 3e                   | Pierre Mignoni          | Stade Mayol, Toulon                     | 16 437   | Champions Cup                    |
| Aviron bayonnais      | 2022            |              | 4e                   | Grégory Patat           | Stade Jean-Dauger, Bayonne              | 14 537   | Champions Cup                    |
| ASM Clermont          | 1925            |              | 5e                   | Christophe Urios        | Stade Marcel-Michelin, Clermont-Ferrand | 19 357   | Champions Cup                    |
| Castres olympique     | 1989            |              | 6e                   | Xavier Sadourny         | Stade Pierre-Fabre, Castres             | 11 778   | Champions Cup                    |
| Stade rochelais       | 2014            |              | 7e                   | Ronan O'Gara            | Stade Marcel-Deflandre, La Rochelle     | 16 689   | Champions Cup                    |
| Section paloise       | 2015            |              | 8e                   | Sébastien Piqueronies   | Stade du Hameau, Pau                    | 14 999   | Champions Cup                    |
| Montpellier HR        | 2003            |              | 9e                   | Joan Caudullo           | GGL Stadium, Montpellier                | 14 392   | Challenge Cup                    |
| Racing 92             | 2009            |              | 10e                  | Patrice Collazo         | Paris La Défense Arena, Nanterre        | 30 680   | Challenge Cup                    |
| Lyon OU               | 2016            |              | 11e                  | Karim Ghezal            | Matmut Stadium Gerland, Lyon            | 35 052   | Challenge Cup                    |
| Stade français        | 1997            |              | 12e                  | Paul Gustard            | Stade Jean-Bouin, Paris                 | 19 607   | Challenge Cup                    |
| USA Perpignan         | 2021            |              | 13e                  | Franck Azéma            | Stade Aimé-Giral, Perpignan             | 14 727   | Challenge Cup                    |
| US Montauban          | 2025            |              | 6e (Pro D2)          | Sébastien Tillous-Borde | Stade Sapiac, Montauban                 | 9 200    | Challenge Cup                    |

Légende des couleurs et abréviations :

### Calendrier
| Nom                                            | Date                                               | Équipes participantes |
| ---------------------------------------------- | -------------------------------------------------- | --------------------- |
| Phase régulière                                |                                                    |                       |
| Matchs aller                                   | Matchs aller                                       | 14                    |
| 1re journée 13e journée                        | 6 septembre 2025 27 décembre 2025                  | 14                    |
| Matchs retour                                  |                                                    | 14                    |
| 14e journée 26e journée                        | 3 janvier 2026 6 juin 2026                         | 14                    |
| Phase finale                                   |                                                    |                       |
| Barrages                                       | 12/13/14 juin 2026                                 | 4                     |
| Barrage d'accession                            | 12/13/14 juin 2026                                 | 2 (1 + 1)             |
| Demi-finales                                   | 19/20/21 juin 2026, au Stade Vélodrome (Marseille) | 4                     |
| Finale                                         | 27 juin 2026, au Stade de France (Saint-Denis)     | 2                     |
| En italique : club issu de division inférieure |                                                    |                       |

## Compétition

### Saison régulière
La saison régulière voit les 14 équipes s'affronter en matchs aller/retour sur 26 journées. Le calendrier des journées est établi par le Comité Directeur en amont de la première journée.
A l'issue de la saison régulière, les six meilleures équipes au classement accèdent à la phase finale, tandis que la 13e équipe au classement participe au match d'accession contre le finaliste de Pro D2 et que la dernière équipe au classement est reléguée en Pro D2.

#### Classement
Le classement de la saison régulière est établi en fonction des points terrain auxquels sont ajoutés les points de bonus et retranchés, le cas échéant, les points de pénalisation.
Une équipe remporte 4 points terrain par victoire, 2 points terrain par match nul, 0 point par défaite. Une équipe perd 2 points terrain en cas de forfait ou de disqualification, tandis que l'équipe adverse en emporte 5.
Une équipe remporte 1 point de bonus offensif si elle marque au moins 3 essais de plus que son adversaire lors d'une même rencontre, et remporte 1 point de bonus défensif si elle perd de 5 points ou moins.
Si deux ou plusieurs équipes se trouvent à égalité au classement de la saison régulière, les facteurs suivants sont pris en compte pour les départager :
1. Nombre de points terrain, de bonus et de pénalisation obtenus sur l'ensemble des rencontres ayant opposé les équipes concernées ;
2. Goal-average sur l'ensemble de la compétition ;
3. Goal-average sur l'ensemble des rencontres ayant opposé les équipes concernées ;
4. Différence entre le nombre d'essais marqués et concédés sur l'ensemble des rencontres ayant opposé les équipes concernées ;
5. Différence entre le nombre d'essais marqués et concédés sur l'ensemble de la compétition ;
6. Nombre de points marqués dans toutes les rencontres de la compétition ;
7. Nombre d'essais marqués dans toutes les rencontres de la compétition ;
8. Nombre de forfaits n'ayant pas entraîné de forfait général de la compétition ;
9. Classement général durant la saison précédente du championnat[note 2].

| Rang | Club                  | J | V | N | D | Em | Ee | Bo | Bd | Pm | Pe | Diff | Pts |
| ---- | --------------------- | - | - | - | - | -- | -- | -- | -- | -- | -- | ---- | --- |
| 1    | Aviron bayonnais      | 0 | 0 | 0 | 0 | 0  | 0  | 0  | 0  | 0  | 0  | 0    | 0   |
| 2    | Union Bordeaux Bègles | 0 | 0 | 0 | 0 | 0  | 0  | 0  | 0  | 0  | 0  | 0    | 0   |
| 3    | Castres olympique     | 0 | 0 | 0 | 0 | 0  | 0  | 0  | 0  | 0  | 0  | 0    | 0   |
| 4    | ASM Clermont          | 0 | 0 | 0 | 0 | 0  | 0  | 0  | 0  | 0  | 0  | 0    | 0   |
| 5    | Lyon OU               | 0 | 0 | 0 | 0 | 0  | 0  | 0  | 0  | 0  | 0  | 0    | 0   |
| 6    | US Montauban P        | 0 | 0 | 0 | 0 | 0  | 0  | 0  | 0  | 0  | 0  | 0    | 0   |
| 7    | Montpellier HR        | 0 | 0 | 0 | 0 | 0  | 0  | 0  | 0  | 0  | 0  | 0    | 0   |
| 8    | Section paloise       | 0 | 0 | 0 | 0 | 0  | 0  | 0  | 0  | 0  | 0  | 0    | 0   |
| 9    | Stade français Paris  | 0 | 0 | 0 | 0 | 0  | 0  | 0  | 0  | 0  | 0  | 0    | 0   |
| 10   | USA Perpignan         | 0 | 0 | 0 | 0 | 0  | 0  | 0  | 0  | 0  | 0  | 0    | 0   |
| 11   | Racing 92             | 0 | 0 | 0 | 0 | 0  | 0  | 0  | 0  | 0  | 0  | 0    | 0   |
| 12   | Stade rochelais       | 0 | 0 | 0 | 0 | 0  | 0  | 0  | 0  | 0  | 0  | 0    | 0   |
| 13   | RC Toulon             | 0 | 0 | 0 | 0 | 0  | 0  | 0  | 0  | 0  | 0  | 0    | 0   |
| 14   | Stade toulousain T    | 0 | 0 | 0 | 0 | 0  | 0  | 0  | 0  | 0  | 0  | 0    | 0   |

Phase finale
- 1er et 2e : demi-finales
- 3e à 6e : barrages

Relégation en Pro D2 2026-2027
- 13e : match d'accession
- 14e : relégation

Compétitions européennes 2025-2026
- 1er à 6e : phase de poule en Champions Cup
- 7e à 12e : phase de poule en Challenge Cup

Abréviations
- T : Tenant du titre
- P : Promu de Pro D2

#### Résultats
L'équipe qui reçoit est indiquée dans la colonne de gauche.
| Résultats (▼dom., ►ext.) | BAY | BOR | CAS | CLE | LYO | MTB | MPR | SFR | PAU | PER | RAC | LAR | TLN | TLS |
| Aviron bayonnais         | —   | J23 | J15 | J07 | J11 | J09 | J02 | J13 | J21 | J26 | J17 | J20 | J04 | J05 |
| Union Bordeaux Bègles    | J08 | —   | J17 | J26 | J05 | J03 | J22 | J15 | J10 | J24 | J14 | J01 | J12 | J19 |
| Castres olympique        | J03 | J09 | —   | J16 | J13 | J20 | J24 | J07 | J01 | J11 | J05 | J18 | J26 | J21 |
| ASM Clermont             | J18 | J13 | J08 | —   | J21 | J05 | J19 | J11 | J03 | J23 | J25 | J15 | J06 | J01 |
| Lyon OU                  | J24 | J20 | J22 | J10 | —   | J17 | J26 | J03 | J14 | J06 | J01 | J08 | J18 | J12 |
| US Montauban             | J19 | J16 | J06 | J14 | J02 | —   | J04 | J24 | J12 | J08 | J22 | J25 | J21 | J10 |
| Montpellier HR           | J14 | J11 | J12 | J09 | J07 | J23 | —   | J16 | J25 | J21 | J18 | J05 | J01 | J03 |
| Stade français           | J25 | J04 | J14 | J20 | J23 | J01 | J08 | —   | J22 | J18 | J12 | J06 | J10 | J17 |
| Section paloise          | J06 | J18 | J23 | J24 | J04 | J26 | J13 | J02 | —   | J09 | J20 | J11 | J16 | J07 |
| USA Perpignan            | J01 | J07 | J25 | J12 | J19 | J15 | J10 | J05 | J17 | —   | J03 | J22 | J20 | J14 |
| Racing 92                | J10 | J02 | J19 | J04 | J15 | J13 | J06 | J21 | J08 | J16 | —   | J23 | J24 | J26 |
| Stade rochelais          | J12 | J21 | J10 | J02 | J16 | J07 | J17 | J26 | J19 | J04 | J09 | —   | J14 | J24 |
| RC Toulon                | J22 | J25 | J02 | J17 | J09 | J11 | J15 | J19 | J05 | J13 | J07 | J03 | —   | J23 |
| Stade toulousain         | J16 | J06 | J04 | J22 | J25 | J18 | J20 | J09 | J15 | J02 | J11 | J13 | J08 | —   |

- Victoire à domicile
- Match nul
- Victoire à l'extérieur

Les points marqués par chaque équipe sont inscrits dans les colonnes centrales (3-4) alors que les essais marqués sont donnés dans les colonnes latérales (1-6). Les points de bonus sont symbolisés par une bordure bleue pour les bonus offensifs (trois essais de plus que l'adversaire), orange pour les bonus défensifs (défaite par moins de cinq points d'écart), rouge si les deux bonus sont cumulés.

### Barrage d'accession
Le club classé à la 13e place au classement à l'issue de la saison régulière dispute à l'extérieur un match d'accession contre le finaliste de Pro D2. Le gagnant joue en première division la saison suivante.
| Barrage d'accession 12 ou 13 ou 14 juin 2026 |  | - (-) |  | Diffuseur : Canal+ |
| Barrage d'accession 12 ou 13 ou 14 juin 2026 |  |       |  | Diffuseur : Canal+ |
| Barrage d'accession 12 ou 13 ou 14 juin 2026 |  |       |  | Diffuseur : Canal+ |

### Phase finale
Les six premiers au classement de la saison régulière participent à la phase finale. Les deux équipes les mieux classées accèdent directement aux demi-finales et y affrontent les gagnants des matchs de barrages, opposant les équipes classées de la 3e à la 6e place.
Les demi-finales se jouent sur terrain neutre, et les gagnants s'affrontent en finale pour le titre de champion de France.

#### Tableau final
|  | Barrages | Barrages     | Barrages                                               | Barrages     |                            |              | Demi-finales                                           | Demi-finales                                           | Demi-finales                                           | Demi-finales                                           |  |  | Finale                                       | Finale                                       | Finale                                       | Finale                                       |
|  |          |              |                                                        |              |                            |              |                                                        |                                                        |                                                        |                                                        |  |  |                                              |                                              |                                              |                                              |
|  |          |              |                                                        |              |                            |              | 19 ou 20 ou 21 juin 2026 au Stade Vélodrome, Marseille | 19 ou 20 ou 21 juin 2026 au Stade Vélodrome, Marseille | 19 ou 20 ou 21 juin 2026 au Stade Vélodrome, Marseille | 19 ou 20 ou 21 juin 2026 au Stade Vélodrome, Marseille |  |  | 27 juin 2026 au Stade de France, Saint-Denis | 27 juin 2026 au Stade de France, Saint-Denis | 27 juin 2026 au Stade de France, Saint-Denis | 27 juin 2026 au Stade de France, Saint-Denis |
|  |          |              |                                                        |              |                            |              | 19 ou 20 ou 21 juin 2026 au Stade Vélodrome, Marseille | 19 ou 20 ou 21 juin 2026 au Stade Vélodrome, Marseille | 19 ou 20 ou 21 juin 2026 au Stade Vélodrome, Marseille | 19 ou 20 ou 21 juin 2026 au Stade Vélodrome, Marseille |  |  | 27 juin 2026 au Stade de France, Saint-Denis | 27 juin 2026 au Stade de France, Saint-Denis | 27 juin 2026 au Stade de France, Saint-Denis | 27 juin 2026 au Stade de France, Saint-Denis |
|  |          |              |                                                        |              |                            |              | 19 ou 20 ou 21 juin 2026 au Stade Vélodrome, Marseille | 19 ou 20 ou 21 juin 2026 au Stade Vélodrome, Marseille | 19 ou 20 ou 21 juin 2026 au Stade Vélodrome, Marseille | 19 ou 20 ou 21 juin 2026 au Stade Vélodrome, Marseille |  |  | 27 juin 2026 au Stade de France, Saint-Denis | 27 juin 2026 au Stade de France, Saint-Denis | 27 juin 2026 au Stade de France, Saint-Denis | 27 juin 2026 au Stade de France, Saint-Denis |
|  |          |              |                                                        |              |                            |              | 19 ou 20 ou 21 juin 2026 au Stade Vélodrome, Marseille | 19 ou 20 ou 21 juin 2026 au Stade Vélodrome, Marseille | 19 ou 20 ou 21 juin 2026 au Stade Vélodrome, Marseille | 19 ou 20 ou 21 juin 2026 au Stade Vélodrome, Marseille |  |  | 27 juin 2026 au Stade de France, Saint-Denis | 27 juin 2026 au Stade de France, Saint-Denis | 27 juin 2026 au Stade de France, Saint-Denis | 27 juin 2026 au Stade de France, Saint-Denis |
|  |          |              |                                                        |              |                            |              | 19 ou 20 ou 21 juin 2026 au Stade Vélodrome, Marseille | 19 ou 20 ou 21 juin 2026 au Stade Vélodrome, Marseille | 19 ou 20 ou 21 juin 2026 au Stade Vélodrome, Marseille | 19 ou 20 ou 21 juin 2026 au Stade Vélodrome, Marseille |  |  | 27 juin 2026 au Stade de France, Saint-Denis | 27 juin 2026 au Stade de France, Saint-Denis | 27 juin 2026 au Stade de France, Saint-Denis | 27 juin 2026 au Stade de France, Saint-Denis |
|  | 1        | à déterminer | 0                                                      | 0            |                            |              |                                                        |                                                        |                                                        |                                                        |  |  | 27 juin 2026 au Stade de France, Saint-Denis | 27 juin 2026 au Stade de France, Saint-Denis | 27 juin 2026 au Stade de France, Saint-Denis | 27 juin 2026 au Stade de France, Saint-Denis |
|  | 1        | à déterminer | 0                                                      | 0            | 12 ou 13 ou 14 juin 2026 à |              |                                                        |                                                        |                                                        |                                                        |  |  | 27 juin 2026 au Stade de France, Saint-Denis | 27 juin 2026 au Stade de France, Saint-Denis | 27 juin 2026 au Stade de France, Saint-Denis | 27 juin 2026 au Stade de France, Saint-Denis |
|  |          |              | à déterminer                                           | à déterminer | 0                          | 0            |                                                        |                                                        |                                                        |                                                        |  |  | 27 juin 2026 au Stade de France, Saint-Denis | 27 juin 2026 au Stade de France, Saint-Denis | 27 juin 2026 au Stade de France, Saint-Denis | 27 juin 2026 au Stade de France, Saint-Denis |
|  | 4        | à déterminer | à déterminer                                           | à déterminer | 0                          | 0            | 0                                                      | 0                                                      |                                                        |                                                        |  |  | 27 juin 2026 au Stade de France, Saint-Denis | 27 juin 2026 au Stade de France, Saint-Denis | 27 juin 2026 au Stade de France, Saint-Denis | 27 juin 2026 au Stade de France, Saint-Denis |
|  | 4        | à déterminer | 19 ou 20 ou 21 juin 2026 au Stade Vélodrome, Marseille |              |                            |              | 0                                                      | 0                                                      |                                                        |                                                        |  |  | 27 juin 2026 au Stade de France, Saint-Denis | 27 juin 2026 au Stade de France, Saint-Denis | 27 juin 2026 au Stade de France, Saint-Denis | 27 juin 2026 au Stade de France, Saint-Denis |
|  | 5        | à déterminer | 0                                                      | 0            |                            |              |                                                        |                                                        |                                                        |                                                        |  |  | 27 juin 2026 au Stade de France, Saint-Denis | 27 juin 2026 au Stade de France, Saint-Denis | 27 juin 2026 au Stade de France, Saint-Denis | 27 juin 2026 au Stade de France, Saint-Denis |
|  | 5        | à déterminer | 0                                                      | 0            | à déterminer               | à déterminer | 0                                                      | 0                                                      |                                                        |                                                        |  |  |                                              |                                              |                                              |                                              |
|  |          |              |                                                        |              | à déterminer               | à déterminer | 0                                                      | 0                                                      |                                                        |                                                        |  |  |                                              |                                              |                                              |                                              |
|  |          |              | à déterminer                                           | à déterminer | 0                          | 0            |                                                        |                                                        |                                                        |                                                        |  |  |                                              |                                              |                                              |                                              |
|  |          |              |                                                        |              | 0                          | 0            |                                                        |                                                        |                                                        |                                                        |  |  |                                              |                                              |                                              |                                              |
|  |          |              |                                                        |              |                            |              |                                                        |                                                        |                                                        |                                                        |  |  |                                              |                                              |                                              |                                              |
|  |          |              |                                                        |              |                            |              |                                                        |                                                        |                                                        |                                                        |  |  |                                              |                                              |                                              |                                              |
|  | 2        | à déterminer | 0                                                      | 0            |                            |              |                                                        |                                                        |                                                        |                                                        |  |  |                                              |                                              |                                              |                                              |
|  | 2        | à déterminer | 0                                                      | 0            | 12 ou 13 ou 14 juin 2026 à |              |                                                        |                                                        |                                                        |                                                        |  |  |                                              |                                              |                                              |                                              |
|  |          |              | à déterminer                                           | à déterminer | 0                          | 0            |                                                        |                                                        |                                                        |                                                        |  |  |                                              |                                              |                                              |                                              |
|  | 3        | à déterminer | à déterminer                                           | à déterminer | 0                          | 0            | 0                                                      | 0                                                      |                                                        |                                                        |  |  |                                              |                                              |                                              |                                              |
|  | 3        | à déterminer |                                                        |              |                            |              |                                                        | 0                                                      |                                                        |                                                        |  |  |                                              |                                              |                                              |                                              |
|  | 6        | à déterminer | 0                                                      | 0            |                            |              |                                                        |                                                        |                                                        |                                                        |  |  |                                              |                                              |                                              |                                              |
|  | 6        | à déterminer | 0                                                      | 0            |                            |              |                                                        |                                                        |                                                        |                                                        |  |  |                                              |                                              |                                              |                                              |
|  |          |              |                                                        |              |                            |              |                                                        |                                                        |                                                        |                                                        |  |  |                                              |                                              |                                              |                                              |

#### Barrages
Les matchs de barrage ont lieu le weekend du 15 juin 2026 dans les stades des équipes qualifiées les mieux classées.
| Barrage 12 ou 13 ou 14 juin 2026 |  | - (-) |  | Diffuseur : Canal+ |
| Barrage 12 ou 13 ou 14 juin 2026 |  |       |  | Diffuseur : Canal+ |
| Barrage 12 ou 13 ou 14 juin 2026 |  |       |  | Diffuseur : Canal+ |

| Barrage 12 ou 13 ou 14 juin 2026 |  | - (-) |  | Diffuseur : Canal+ |
| Barrage 12 ou 13 ou 14 juin 2026 |  |       |  | Diffuseur : Canal+ |
| Barrage 12 ou 13 ou 14 juin 2026 |  |       |  | Diffuseur : Canal+ |

#### Demi-finales
Les demi-finales du championnat ont lieu le weekend du 22 juin 2025.
| Demi-finale 20 ou 21 ou 22 juin 2026 |  | - (-) |  | Stade Vélodrome, Marseille Diffuseur : Canal+ |
| Demi-finale 20 ou 21 ou 22 juin 2026 |  |       |  | Stade Vélodrome, Marseille Diffuseur : Canal+ |
| Demi-finale 20 ou 21 ou 22 juin 2026 |  |       |  | Stade Vélodrome, Marseille Diffuseur : Canal+ |

| Demi-finale 20 ou 21 ou 22 juin 2026 |  | - (-) |  | Stade Vélodrome, Marseille Diffuseur : Canal+ |
| Demi-finale 20 ou 21 ou 22 juin 2026 |  |       |  | Stade Vélodrome, Marseille Diffuseur : Canal+ |
| Demi-finale 20 ou 21 ou 22 juin 2026 |  |       |  | Stade Vélodrome, Marseille Diffuseur : Canal+ |

#### Finale
La finale du championnat a lieu le 28 juin 2026 au Stade de France.
| Finale 28 juin 2026 |  | - (-) |  | Stade de France, Saint-Denis Diffuseur : Canal+ |
| Finale 28 juin 2026 |  |       |  | Stade de France, Saint-Denis Diffuseur : Canal+ |
| Finale 28 juin 2026 |  |       |  | Stade de France, Saint-Denis Diffuseur : Canal+ |

## Statistiques

### Évolution du classement
| Journée →             | 1 | 2 | 3 | 4 | 5 | 6 | 7 | 8 | 9 | 10 | 11 | 12 | 13 | 14 | 15 | 16 | 17 | 18 | 19 | 20 | 21 | 22 | 23 | 24 | 25 | 26 | Q | R |
| Club                  |   |   |   |   |   |   |   |   |   |    |    |    |    |    |    |    |    |    |    |    |    |    |    |    |    |    |   |   |
| --------------------- | - | - | - | - | - | - | - | - | - | -- | -- | -- | -- | -- | -- | -- | -- | -- | -- | -- | -- | -- | -- | -- | -- | -- | - | - |
| Aviron bayonnais      |   |   |   |   |   |   |   |   |   |    |    |    |    |    |    |    |    |    |    |    |    |    |    |    |    |    |   |   |
| Union Bordeaux Bègles |   |   |   |   |   |   |   |   |   |    |    |    |    |    |    |    |    |    |    |    |    |    |    |    |    |    |   |   |
| Castres olympique     |   |   |   |   |   |   |   |   |   |    |    |    |    |    |    |    |    |    |    |    |    |    |    |    |    |    |   |   |
| ASM Clermont          |   |   |   |   |   |   |   |   |   |    |    |    |    |    |    |    |    |    |    |    |    |    |    |    |    |    |   |   |
| Lyon OU               |   |   |   |   |   |   |   |   |   |    |    |    |    |    |    |    |    |    |    |    |    |    |    |    |    |    |   |   |
| US Montauban          |   |   |   |   |   |   |   |   |   |    |    |    |    |    |    |    |    |    |    |    |    |    |    |    |    |    |   |   |
| Montpellier HR        |   |   |   |   |   |   |   |   |   |    |    |    |    |    |    |    |    |    |    |    |    |    |    |    |    |    |   |   |
| Stade français Paris  |   |   |   |   |   |   |   |   |   |    |    |    |    |    |    |    |    |    |    |    |    |    |    |    |    |    |   |   |
| Section paloise       |   |   |   |   |   |   |   |   |   |    |    |    |    |    |    |    |    |    |    |    |    |    |    |    |    |    |   |   |
| USA Perpignan         |   |   |   |   |   |   |   |   |   |    |    |    |    |    |    |    |    |    |    |    |    |    |    |    |    |    |   |   |
| Racing 92             |   |   |   |   |   |   |   |   |   |    |    |    |    |    |    |    |    |    |    |    |    |    |    |    |    |    |   |   |
| Stade rochelais       |   |   |   |   |   |   |   |   |   |    |    |    |    |    |    |    |    |    |    |    |    |    |    |    |    |    |   |   |
| RC Toulon             |   |   |   |   |   |   |   |   |   |    |    |    |    |    |    |    |    |    |    |    |    |    |    |    |    |    |   |   |
| Stade toulousain      |   |   |   |   |   |   |   |   |   |    |    |    |    |    |    |    |    |    |    |    |    |    |    |    |    |    |   |   |

- Qualification pour les demi-finales.
- Qualification pour les barrages.
- Qualification pour la Champions Cup 2026-2027
- Participation au barrage de promotion-relégation face au finaliste de Pro D2 2025-2026.
- Relégation en Pro D2 pour la saison suivante.
- X.1 : Nombre de matchs en retard.

### État de forme des équipes
| Journée ╱ Équipe      | 1                | 2 | 3 | 4 | 5 | 6 | 7 | 8 | 9 | 10 | 11 | 12 | 13 | 14 | 15 | 16 | 17 | 18 | 19 | 20 | 21 | 22 | 23 | 24 | 25 | 26 |
| --------------------- | ---------------- | - | - | - | - | - | - | - | - | -- | -- | -- | -- | -- | -- | -- | -- | -- | -- | -- | -- | -- | -- | -- | -- | -- |
| Journée ╱ Équipe      | Aviron bayonnais |   |   |   |   |   |   |   |   |    |    |    |    |    |    |    |    |    |    |    |    |    |    |    |    |    |
| Union Bordeaux Bègles |                  |   |   |   |   |   |   |   |   |    |    |    |    |    |    |    |    |    |    |    |    |    |    |    |    |    |
| Castres olympique     |                  |   |   |   |   |   |   |   |   |    |    |    |    |    |    |    |    |    |    |    |    |    |    |    |    |    |
| ASM Clermont          |                  |   |   |   |   |   |   |   |   |    |    |    |    |    |    |    |    |    |    |    |    |    |    |    |    |    |
| Lyon OU               |                  |   |   |   |   |   |   |   |   |    |    |    |    |    |    |    |    |    |    |    |    |    |    |    |    |    |
| US Montauban          |                  |   |   |   |   |   |   |   |   |    |    |    |    |    |    |    |    |    |    |    |    |    |    |    |    |    |
| Montpellier HR        |                  |   |   |   |   |   |   |   |   |    |    |    |    |    |    |    |    |    |    |    |    |    |    |    |    |    |
| Stade français Paris  |                  |   |   |   |   |   |   |   |   |    |    |    |    |    |    |    |    |    |    |    |    |    |    |    |    |    |
| Section paloise       |                  |   |   |   |   |   |   |   |   |    |    |    |    |    |    |    |    |    |    |    |    |    |    |    |    |    |
| USA Perpignan         |                  |   |   |   |   |   |   |   |   |    |    |    |    |    |    |    |    |    |    |    |    |    |    |    |    |    |
| Racing 92             |                  |   |   |   |   |   |   |   |   |    |    |    |    |    |    |    |    |    |    |    |    |    |    |    |    |    |
| Stade rochelais       |                  |   |   |   |   |   |   |   |   |    |    |    |    |    |    |    |    |    |    |    |    |    |    |    |    |    |
| RC Toulon             |                  |   |   |   |   |   |   |   |   |    |    |    |    |    |    |    |    |    |    |    |    |    |    |    |    |    |
| Stade toulousain      |                  |   |   |   |   |   |   |   |   |    |    |    |    |    |    |    |    |    |    |    |    |    |    |    |    |    |

### Meilleurs réalisateurs
| Rang | Joueur | Club | Poste | Points | Essais | Transf. | Pén. | Drop |
| ---- | ------ | ---- | ----- | ------ | ------ | ------- | ---- | ---- |

### Meilleurs marqueurs
| Rang | Joueur | Club | Poste | Essais |
| ---- | ------ | ---- | ----- | ------ |

## Récompenses

### Joueur du week-end
Après chaque journée, les internautes votent sur le site de la LNR pour élire le joueur du week-end.

### Joueur du mois
Tous les mois, les internautes votent sur le site de la LNR pour élire le joueur du mois. La récompense est décernée en partenariat avec la Société générale.
| Mois      | Premier | Premier | Premier | Deuxième | Deuxième | Deuxième | Troisième | Troisième | Troisième |
| Mois      | Joueur  | Club    | Votes   | Joueur   | Club     | Votes    | Joueur    | Club      | Votes     |
| --------- | ------- | ------- | ------- | -------- | -------- | -------- | --------- | --------- | --------- |
| Septembre |         |         |         |          |          |          |           |           |           |
| Octobre   |         |         |         |          |          |          |           |           |           |
| Novembre  |         |         |         |          |          |          |           |           |           |
| Décembre  |         |         |         |          |          |          |           |           |           |
| Janvier   |         |         |         |          |          |          |           |           |           |
| Février   |         |         |         |          |          |          |           |           |           |
| Mars      |         |         |         |          |          |          |           |           |           |
| Avril     |         |         |         |          |          |          |           |           |           |
| Mai       |         |         |         |          |          |          |           |           |           |